# Ahn Trio
Ahn Trio är en musikgrupp från Korea bestående av de tre systrarna Maria, Lucia och Angella. Trion gjorde sitt första framträdande i koreansk TV 1979. Trion har bland annat deltagit i MTV:s program Unplugged tillsammans med Bryan Adams.